# Agathon arizonica
Agathon arizonica is een muggensoort uit de familie van de Blephariceridae. De wetenschappelijke naam van de soort is voor het eerst geldig gepubliceerd in 1958 door Alexander.